# Katholische Landvolkbewegung
Die Katholische Landvolkbewegung (KLB) bzw. Katholische Landvolkbewegung Deutschlands oder Katholische Landvolkbewegung Deutschland ist ein Verband in der römisch-katholischen Kirche in Deutschland, der sich besonders der Belange von Christen im ländlichen Raum annimmt. Die Bewegung wirkt an einer  Gestaltung des ländlichen Raumes und der bäuerlichen Landwirtschaft mit und versteht sich als Sprecherin für religiöse, kulturelle, soziale und berufliche Anliegen der Menschen auf dem Lande. Ihr Patron ist Niklaus von Flüe.

## Internationale Beziehungen
Angeschlossen ist der Internationale Ländliche Entwicklungsdienst. Er unterstützt in Afrika, Südamerika und Asien den Aufbau von ländlichen Selbsthilfebewegungen, bietet den lokalen Partnern Hilfestellung bei der Planung und Durchführung integrierter ländlicher Projekte an und bemüht sich um die Finanzierung lokaler Vorhaben aus Spenden und staatlichen Mitteln. Die KLB ist Vollmitglied in der Internationalen Vereinigung der Katholischen Landarbeiterbewegungen.

## Bundesvorstand und Diözesanverbände
Bundesvorsitzende sind Nicole Podlinski (KLB Trier) und Kurt Kreiten (KLB Münster), Diakon Hubert Wernsmann (Bistum Münster) ist Bundesseelsorger, Bettina Locklair Bundesgeschäftsführerin (Stand 2024). Die Geschäftsstelle des Verbandes befindet sich in Bad Honnef-Rhöndorf.
In den meisten deutschen Bistümern bestehen Diözesanverbände. Daneben gibt es einen Landesverband Bayern.

## Veröffentlichungen
Die Verbandszeitschrift LANDaktiv erscheint zweimonatlich. Die Hauptpublikationen sind Werkblätter zur Unterstützung der Ehrenamtlichen. Sie finden auch in den verschiedenen Gemeinden zu verschiedenen Anlässen ihre Verwendung.